# Brodszky Sándor
Brodszky Sándor (Tóalmás, 1819. július 20. – Budapest, 1901. január 23.) magyar festőművész, fotográfus.

## Életpályája
Szülei: Brodszky János és Neupauer Zsuzsanna voltak. Orvosnak tanult. 1841-ben a bécsi képzőművészeti akadémia hallgatója lett, de Münchenben fejezte be tanulmányait. 1846-ban Tirolban és Svájcban dolgozott. 1856-ban Pestre költözött. 1862-ben Molnár József festővel műtermet nyitott Győrben.
Sírja a Fiumei úti sírkertben található.
Művei többek között a Szlovák Nemzeti Galériában, illetve az érsekújvári Ernest Zmeták Galériában is megtalálhatóak.

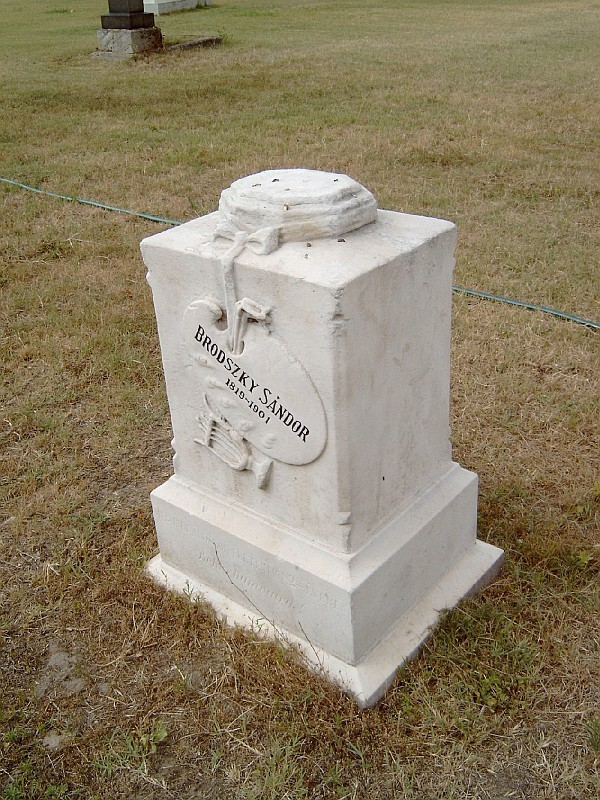
Brodszky Sándor sírja Budapesten. Kerepesi temető: 28-11-12

## Művei
- Vihar a Balatonon
- Kilátás a Balatonra
- Esztergomi bazilika